# Sokół 200 M411
Sokół Sokół 200 M411 – motocykl polskiej konstrukcji produkowany w Państwowe Zakłady Inżynierii w roku1939.
Dane techniczne
- Rama podwójna, zamknięta, z kształtowników stalowych o przekroju C,
- Zawieszenie przednie: widelec trapezowy z cierną amortyzacją,
- Zawieszenie tylne sztywne,
- Silnik jednocylindrowy, dwusuwowy o pojemności 199,2 cm3,
- Stopień sprężania: 6,5:1
- Moc: 7 KM przy 4000 obr./min.,
- Sprzęgło wielotarczowe, mokre,
- Skrzynka biegów o trzech przełożeniach, sterowana nogą,
- Wymiary (dł. / szer. / wys. / rozstaw osi): 2025 / 680 / 965 / 1315 mm,

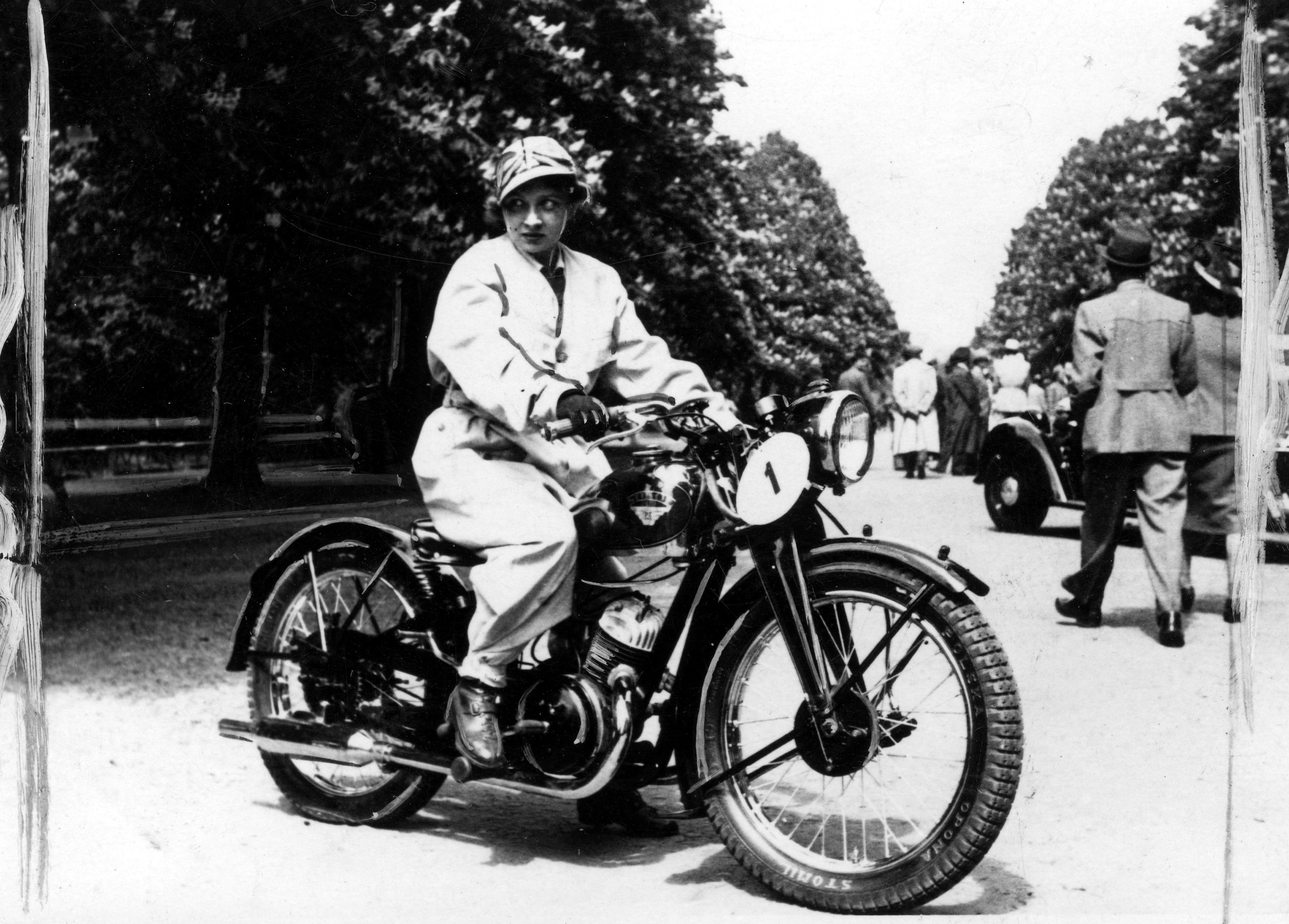
Motocykl Sokół 200 wyposażony w opony polskiej firmy Stomil, lata 30. XX wieku

- Masa własna: 101 kg,
- Prędkość maksymalna: 85 km / h,
- Zużycie paliwa: 3 l / 100 km.